# Алберони (Тревизо)
Алберони (итал. Alberoni) је насеље у Италији у округу Тревизо, региону Венето.
Према процени из 2011. у насељу је живело 41 становника. Насеље се налази на надморској висини од 56 м.